# Karsikkolampi (sjö i Lappland)
Karsikkolampi är en sjö i Finland. Den ligger i kommunen Ranua i landskapet Lappland, i den norra delen av landet, 600 km norr om huvudstaden Helsingfors. Karsikkolampi ligger 156,2 meter över havet. Arean är 8,9 hektar och strandlinjen är 2,43 kilometer lång. Sjön  ingår i Ijo älvs huvudavrinningsområde. 